# El Paso, Veracruz
El Paso är en ort i Mexiko.   Den ligger i kommunen La Perla och delstaten Veracruz, i den sydöstra delen av landet, 210 km öster om huvudstaden Mexico City. El Paso ligger 2 644 meter över havet och antalet invånare är 577.
Terrängen runt El Paso är kuperad åt sydost, men åt nordväst är den bergig. Runt El Paso är det ganska tätbefolkat, med 199 invånare per kvadratkilometer. Närmaste större samhälle är Orizaba, 17,0 km sydost om El Paso. I omgivningarna runt El Paso växer huvudsakligen savannskog.